# Тесса Дюллеманс
Тесса Дюллеманс (2 липня 1997 , Роттердам, Південна Голландія ) — нідерландська веслувальниця, срібна призерка Олімпійських ігор 2024 року, призерка чемпіонатів світу та Європи.

## Виступи на Олімпіадах
| Олімпіада  | Дисципліна     | Місце |
| ---------- | -------------- | ----- |
| Париж 2024 | парні четвірки | 2     |

## Зовнішні посилання
- Тесса Дюллеманс на сайті World Rowing (англійська)